# Verkiezingsuitslagen van De Groenen (Nederland)
De Nederlandse politieke partij De Groenen is vertegenwoordigd geweest op elk bestuursniveau, behalve de Tweede Kamer en het Europees Parlement. In de Provinciale Staten en de gemeenteraden trokken De Groenen vaak samen op met GroenLinks of lokale partijen.
In Zwolle heeft de partij tussen 2002 en 2007 een wethouder geleverd. De Groenen-lid Peter Pot vertegenwoordigde toen de fractie GroenLinks/De Groenen in het College van B&W.
In 2023 zijn De Groenen vertegenwoordigd in het waterschap Amstel, Gooi en Vecht. De Groenen zijn hier verkozen met één zetel, die wordt ingenomen door Matthijs Pontier. Daarnaast zijn er leden van De Groenen verkozen in de Amsterdamse stadsdeelcommissies West en Nieuw-West namens de gecombineerde lijst van de Piratenpartij, de Basisinkomenpartij en De Groenen. 

## Tweede Kamerverkiezingen
| Verkiezingsjaar | Lijsttrekker                     | Kandidatenlijst | Aantal stemmen | % van de stemmers | Aantal behaalde zetels |
| --------------- | -------------------------------- | --------------- | -------------- | ----------------- | ---------------------- |
| 1986            | Marten Bierman                   | Kandidatenlijst | 18.641         | 0,20%             | 0 / 150                |
| 1989            | Roel van Duijn                   | Kandidatenlijst | 31.312         | 0,35%             | 0 / 150                |
| 1994            | Hein Westerouen van Meeteren     | Kandidatenlijst | 13.902         | 0,15%             | 0 / 150                |
| 1998            | Jaap Dirkmaat                    | Kandidatenlijst | 16.585         | 0,19%             | 0 / 150                |
| 2002            | -                                | -               | -              | -                 | -                      |
| 2003            | -                                | -               | -              | -                 | -                      |
| 2006            | Huib Poortman                    | Kandidatenlijst | 2.181          | 0,02%             | 0 / 150                |
| 2010            | -                                | -               | -              | -                 | -                      |
| 2012            | -                                | -               | -              | -                 | -                      |
| 2017            | -                                | -               | -              | -                 | -                      |
| 2021            | Otto ter Haar                    | Kandidatenlijst | 119            | 0,00%             | 0 / 150                |
| 2023            | Mark van Treuren (Piratenpartij) | Kandidatenlijst | 9.117          | 0,09%             | 0 / 150                |

Een "-" in de tabel betekent dat de partij geen kandidatenlijst had ingediend.

## Eerste Kamer
| Verkiezingsjaar | Aantal stemmen | % van de stemmers | Aantal behaalde zetels |
| --------------- | -------------- | ----------------- | ---------------------- |
| 1995            | -              | -                 | 1 / 75                 |
| 1999            | -              | -                 | 1 / 75                 |

Van 1995 tot 2003 zetelde Marten Bierman mede voor De Groenen in de Eerste Kamer. Hij werd in 1995 met voorkeurstemmen gekozen op een gecombineerde kandidatenlijst van De Groenen en het door Statenleden van provinciale partijen gevormde Platform Onafhankelijke Groeperingen. Bij de verkiezing van de Eerste Kamer in 1999 kregen de lijst en de fractie de naam Onafhankelijke Senaatsfractie (OSF).

## Europees Parlement
| Verkiezingsjaar | Lijsttrekker     | Kandidatenlijst | Aantal stemmen | % van de stemmers | Aantal behaalde zetels |
| --------------- | ---------------- | --------------- | -------------- | ----------------- | ---------------------- |
| 1984            | Bart Kuiper      | Kandidatenlijst | 67.413         | 1,27%             | 0 / 25                 |
| 1989            | -                | -               | -              | -                 | -                      |
| 1994            | Herman Verbeek   | Kandidatenlijst | 97.206         | 2,35%             | 0 / 31                 |
| 1999            | -                | -               | -              | -                 | -                      |
| 2004            | -                | -               | -              | -                 | -                      |
| 2009            | Otto ter Haar    | Kandidatenlijst | 8.517          | 0,19%             | 0 / 25 - 0 / 26        |
| 2014            | Jolanda Verburg  | Kandidatenlijst | 10.883         | 0,23%             | 0 / 26                 |
| 2019            | Paul Berendsen   | Kandidatenlijst | 9.546          | 0,17%             | 0 / 26 - 0 / 29        |
| 2024            | Matthijs Pontier | Kandidatenlijst | 23.764         | 0,38%             | 0 / 31                 |

Een "-" in de tabel betekent dat de partij geen kandidatenlijst had ingediend.

## Provinciale Staten

### 1987-1999
| Provincie     | 1987   | %     | Zetels | 1991   | %    | Zetels | 1995   | %     | Zetels | 1999   | %    | Zetels |
| ------------- | ------ | ----- | ------ | ------ | ---- | ------ | ------ | ----- | ------ | ------ | ---- | ------ |
| Groningen     |        |       |        |        |      |        | 3.600  | 1,6%  | 0      |        |      |        |
| Overijssel    |        |       |        |        |      |        | 2.973  | 0,7%  | 0      | 4.760  | 1,2% | 0      |
| Gelderland    | 8.233  | 0,9%  | 0      | 3.605  | 0,5% | 0      | 5.068  | 0,7%  | 0      | 8.676  | 1,3% | 1      |
| Utrecht       |        |       |        |        |      |        | 2.409  | 0,6%  | 0      |        |      |        |
| Noord-Holland | 19.808 | 1,81% | 1      | 17.372 | 2,00 | 1      | 11.277 | 1,30% | 1      | 17.564 | 2,3  | 1      |
| Zuid-Holland  | 11.396 | 0,8%  | 0      | 7.217  | 0,6% | 0      | 61.530 | 5,2%  | 4      |        |      |        |
| Noord-Brabant |        |       |        | 4.265  | 0,6% | 0      | 2.904  | 0,4%  | 0      |        |      |        |

### 2003-2011
| Provincie     | 2003  | %    | Zetels | 2007  | %    | Zetels | 2011 | %    | Zetels |
| ------------- | ----- | ---- | ------ | ----- | ---- | ------ | ---- | ---- | ------ |
| Gelderland    | 8.353 | 1,1% | 0      |       |      |        | 970  | 0,1% | 0      |
| Utrecht       | 1.226 | 0,3% | 0      |       |      |        |      |      |        |
| Noord-Holland | 4.825 | 0,6% | 0      | 6.840 | 0,8% | 0      |      |      |        |
| Zuid-Holland  | 4.639 | 0,4% | 0      |       |      |        |      |      |        |

## Gemeenteraadsverkiezingen

### 1990-1998
| Gemeente            | 1990   | %    | Zetels | 1994   | %    | Zetels | 1998   | %     | Zetels |
| ------------------- | ------ | ---- | ------ | ------ | ---- | ------ | ------ | ----- | ------ |
| Alphen aan den Rijn |        |      |        | 749    | 2,5% | 0      |        |       |        |
| Amsterdam           | 14.646 | 5,3% | 2      | 10.770 | 3,5% | 1      | 15.082 | 5,7%  | 3      |
| Arnhem              | 1.055  | 1,9% | 0      |        |      |        | 938    | 1,7%  | 0      |
| Beverwijk           |        |      |        | 529    | 3,1% | 0      |        |       |        |
| Den Haag            |        |      |        | 1.969  | 1,0% | 0      |        |       |        |
| Diemen              |        |      |        | 394    | 3,7% | 0      |        |       |        |
| Groningen           |        |      |        |        |      |        | 934    | 1,11% | 0      |
| Haarlem             |        |      |        |        |      |        | 1.593  | 2,6%  | 1      |
| Haren               |        |      |        |        |      |        | 1.418  | 12,7% | 2      |
| Leiden              | 549    | 1,1% | 0      | 1.541  | 2,7% | 1      | 2.100  | 3,9%  | 1      |
| Nijmegen            |        |      |        | 2.265  | 3,4% | 1      |        |       |        |
| Oosterhout          | 935    | 4,3% | 1      |        |      |        |        |       |        |
| Texel               | 126    | 1,7% | 0      |        |      |        |        |       |        |
| Wageningen          |        |      |        | 484    | 2,8% | 0      |        |       |        |
| Zeist               |        |      |        |        |      |        | 529    | 1,9%  | 0      |
| Zoetermeer          | 478    | 1,2% | 0      |        |      |        |        |       |        |
| Zwolle              |        |      |        | 1.253  | 2,5% | 1      | 1.799  | 3,9%  | 1      |

### 2002-2010
| Gemeente       | 2002  | %     | Zetels | 2006  | %     | Zetels | 2010  | %    | Zetels |
| -------------- | ----- | ----- | ------ | ----- | ----- | ------ | ----- | ---- | ------ |
| Amsterdam      | 9.590 | 3,5%  | 1      | 5.935 | 2,0%  | 0      | 2.001 | 0,7% | 0      |
| Haarlem        | 1.306 | 2,2%  | 0      |       |       |        |       |      |        |
| Heusden        |       |       |        |       |       |        | 130   | 0,8% | 0      |
| Leiden         | 1.493 | 2,9%  | 1      | 661   | 1,2%  | 0      |       |      |        |
| Overbetuwe     |       |       |        |       |       |        | 281   | 1,6% | 0      |
| Sint-Oedenrode |       |       |        |       |       |        | 137   | 0,8% | 0      |
| Utrecht        |       |       |        |       |       |        | 394   | 0,3% | 0      |
| Zwolle         | 7.545 | 15,8% | 6      | 5.780 | 11,1% | 5      |       |      |        |

### 2014-2022
| Gemeente  | 2014  | %    | Zetels | 2018 | %    | Zetels | 2022  | %    | Zetels |
| --------- | ----- | ---- | ------ | ---- | ---- | ------ | ----- | ---- | ------ |
| Amsterdam | 1.427 | 0,5% | 0      | 260  | 0,1% | 0      | 4.663 | 1,4% | 0      |
| Eindhoven | 107   | 0,1% | 0      |      |      |        |       |      |        |

## Waterschapsverkiezingen
| Waterschap               | 2015   | %    | Zetels | 2019   | %    | Zetels | 2023   | %    | Zetels |
| ------------------------ | ------ | ---- | ------ | ------ | ---- | ------ | ------ | ---- | ------ |
| Amstel, Gooi en Vecht    | 23.604 | 5,9% | 1      | 39.418 | 7,8% | 2      | 22.332 | 4,3% | 1      |
| De Stichtse Rijnlanden   |        |      |        |        |      |        | 7.099  | 1,8% | 0      |
| Hollands Noorderkwartier |        |      |        |        |      |        | 4.024  | 0,8% | 0      |